# Jean Revol
Jean Revol est un peintre, graveur, essayiste et écrivain français né à Lyon le 4 mars 1929, et mort le 3 janvier 2012 à Troyes.

## Biographie
C'est Jean Revol lui-même qui évoque son enfance: « Je n'ai pas oublié ces nuits de mon enfance où j'allais régulièrement entrouvrir les volets de ma chambre ». Lui savoir ce "besoin de nuit" initial permet d'entrer fondamentalement dans son œuvre "expressionniste dès l'origine", dans sa prédilection pour les paysages (la fenêtre au feu en 1964, l'Ile de la Cité en 1967, les buildings de West-Broadway à New-York en 1969) peints la nuit, habités de formes hantées, hallucinés.

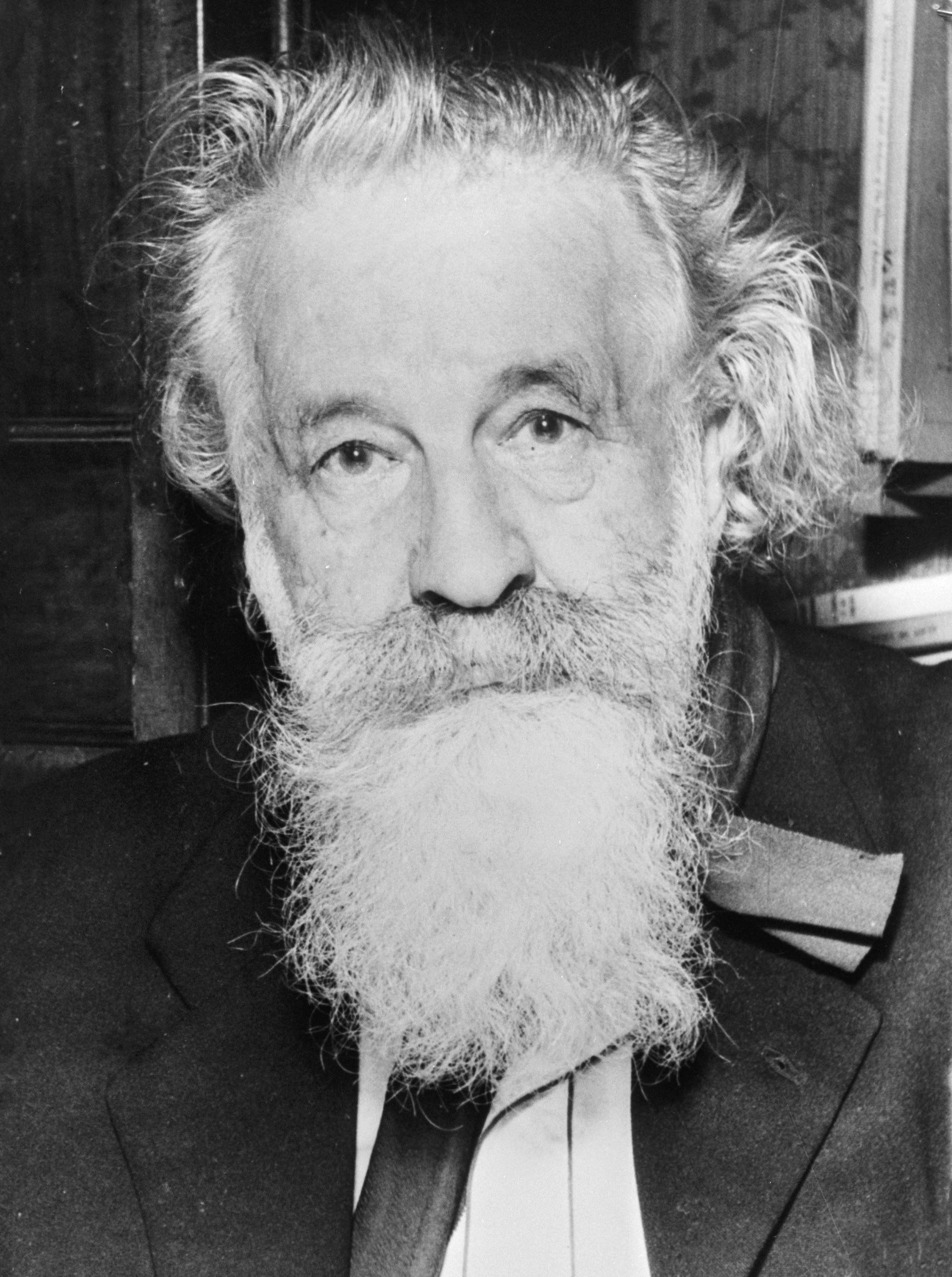
Gaston Bachelard

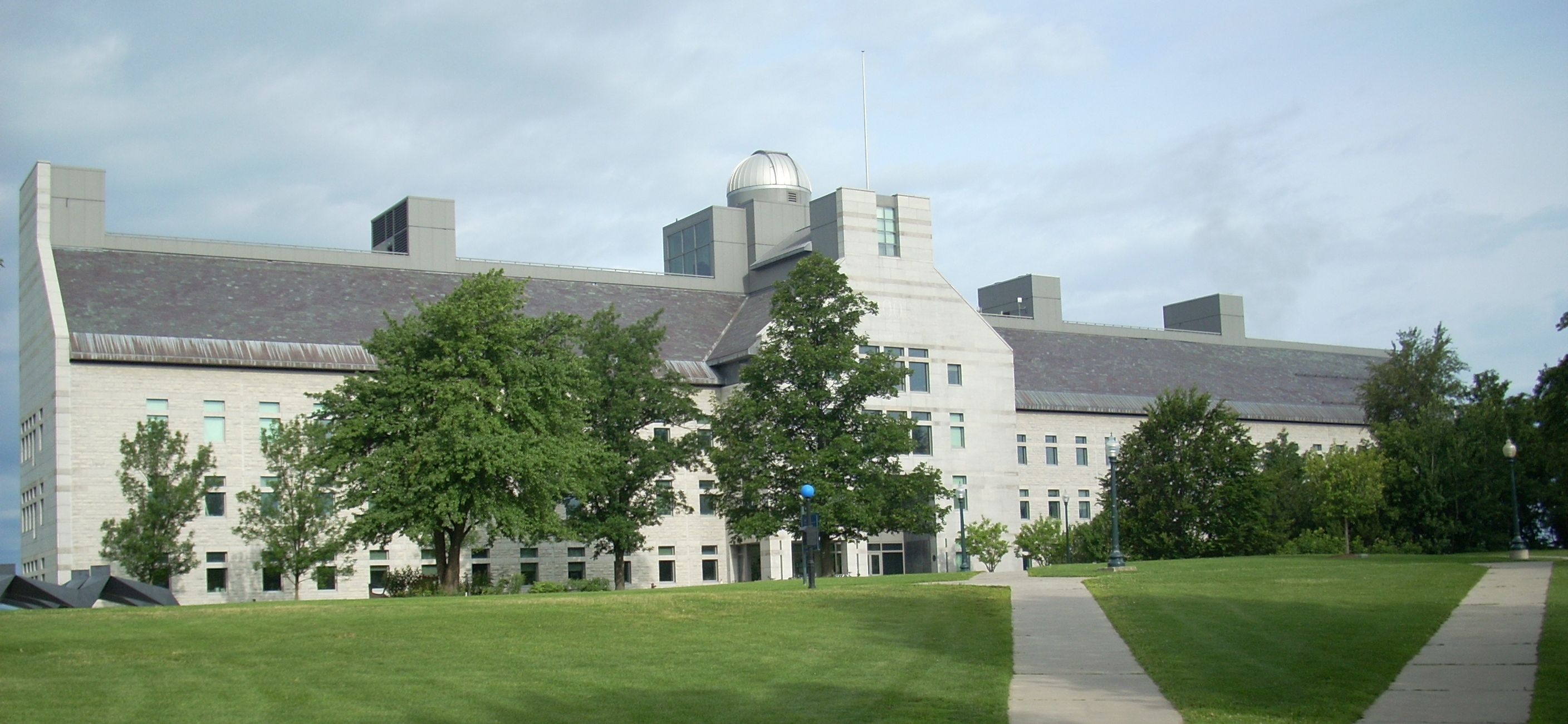
Middlebury College

### Un personnage polyvalent
Jean Revol commence à dessiner et à peindre en 1942 (Autoportraits) et à produire ses premiers écrits et critiques d'art en 1945.
Critique d’art à la NRF à partir de 1959 (il le restera jusqu'en 1988), il rencontre aussi bien Jacques Villon, Henri Matisse, Jean Dubuffet (qu'il rejoindra au sein de la Compagnie de l'Art brut), que Marc Chagall, Georges Braque, Yves Klein, ou encore Pablo Picasso, Salvador Dalí, et Max Ernst. Il rencontre également de grands noms de la littérature, en particulier André Gide, André Malraux et Jean Paulhan, et est l'ami du philosophe Gaston Bachelard qui le considère « vraiment » comme son fils spirituel et qui le définit ainsi : « c'est une poigne qui peint, c'est un artiste dont l'érudition est belle, le jugement remarquable ». Jean Revol rencontre également les différents présidents de la République française depuis Charles de Gaulle.
Invité par Gaëtan Picon, Jean Revol s’installe en 1966 aux États-Unis où il enseigne l’Histoire de l’art au Middlebury College. Habitant New York, son ami Michael Lonsdale évoque la visite de son atelier situé dans le bas de Manhattan, à proximité du quartier chinois : « c'était un foutoir génial, il fallait se battre pour arriver à voir quelque chose. Déplacer, accrocher, se pencher, hisser, il était nécessaire de tout essayer pour avoir une vision claire d'une toile ou d'un dessin. Dans une mauvaise lumière, y arrivait-on que l'on devinait plus qu'on ne voyait des choses somptueuses. Une grande toile de New York, des cimetières, des avenues, des autoroutes de feu ».
Jean Revol devient membre de l'American Society of Psychopathology of Expression et est chargé de recherches sur les capacités artistiques des handicapés mentaux en 1972. Dans cet esprit, il fonde l'association « Personimages » et ses ateliers pour handicapés mentaux, affirmant que les tableaux de ses élèves lui offrent une nouvelle lecture de l'art contemporain: « Le travail de tous les grands noms, perçoit-il, se retrouve dans cet art primitif, non issu de la culture; c'est un art de progrès constant, d'élan continu ».
De retour en France, il reçoit en 1977 le prix de la Critique lyonnaise. Dans la continuité de sa vocation new-yorkaise, il fonde l'association Art-Crise et y reprend son travail de rapprochement des handicapés mentaux et de la création artistique, les accueillant dans son atelier de Ménilmontant. « Si vous cherchez la thérapie, vous n'aurez rien ; si vous cherchez l'art, vous aurez la thérapie » répète-t-il alors.
« Je suis comme l'Angleterre, je gagne toujours mes guerres » disait le volontiers pamphlétaire Jean Revol. La longue et pénible maladie contre laquelle il eut à lutter ne lui donna hélas pas raison. Il mourut en l'hôpital de Troyes le 2 janvier 2012. C'est au cimetière d'Ervy-le-Châtel, au cœur du Pays d'Armance où il avait finalement choisi de s'installer, qu'il repose. Rendons lui justice en nous souvenant que Gérard Xuriguera, évoquant « les personnages et les paysages chaotiques et révulsés de Revol », l'avait situé aux côtés de John Christoforou, Bengt Lindström, Maurice Rocher, Roger-Edgar Gillet, Jean Rustin, Michel Aubert et Marcel Pouget parmi « les expressionnistes à part entière ».

## Livres de Jean Revol
- Braque et Villon: message vivant du cubisme, Gallimard, 1961.
- Coucou bazar, catalogue des travaux de Jean Dubuffet, fascicule XXVII, Weber Lausanne éditeur, 1976, co-écrit avec Max Loreau, Jean Dubuffet, Gilbert Lascault et Daniel Abadie.
- Bellmer, peintures, gouaches, collages, monographie, éditions La Différence, 1983.
- Secrets de l'évidence, éditions La Différence, 1984.
- Art de débiles, débiles de l'art ?, éditions Art-crise, 1988.
- Contre Matisse, éditions La Différence, 1993.
- Faut-il décourager les Arts ?, éditions La Différence, 1994.
- La Lutte avec l’Ange, éditions Chomarat, 2001.
- Voir l'imaginaire et imaginer le vrai, éditions La Différence, 2008.

## Articles de Jean Revol (sélection)
- Soutine: matière suppliciée et Rétrospectice Chagall (Musée des arts décoratifs), La Nouvelle Revue Française, n°80, août 1959.
- Rétrospective Wols, La Nouvelle Revue Française, n°86, février 1960.
- Trésors de l'art indien, La Nouvelle Revue Française, n°91, juillet 1960.
- Trésors de l'art indien et Jean Dubuffet, La Nouvelle Revue Française, n°91, juillet 1960.
- Art naïf et art mystique, La Nouvelle Revue Française, n°101, mai 1961.
- Gustave Moreau, La Nouvelle Revue Française, n°106, octobre 1961.
- Mark Tobey, La Nouvelle Revue Française, n°108, décembre 1961.
- Goya et le mouvement romantique, La Nouvelle Revue Française, n°110, février 1962.
- Sculpture monumentale d'Océanie (Galerie Jeanne Bucher), La Nouvelle Revue Française, n°111, mars 1962.
- Chefs-d'œuvre de l'art mexicain, La Nouvelle Revue Française, n°114, juin 1962.
- Le Corbusier (Musée d'art moderne), La Nouvelle Revue Française, n°121, janvier 1963.
- Art et aliénation, II, La Nouvelle Revue Française, n°122, février 1963.
- Victor Hugo dessinateur, La Nouvelle Revue Française, n°135, mars 1964.
- Art et alénation, III: Van Gogh et l'invention de l'image, La Nouvelle Revue Française, n°138, juin 1964.
- "La Renaissance méridionale" et "Le grand atelier" par André Chastel (Gallimard), La Nouvelle Revue Française, n°159, mars 1966.
- Le chef-d'œuvre inconnu, La Nouvelle Revue Française, n°170, février 1967.
- Les grandes épreuves de l'esprit, La Nouvelle Revue Française, n°174, juin 1967.
- Daniel Abel (Galerie Connaître suivi de Dubuffet et l'art brut, La Nouvelle Revue Française, n°182, février 1968.
- Jean Gimpel, contre l'art et les artistes, Les Cahiers du chemin, n°11, 15 janvier 1971.
- Francis Bacon, Les Cahiers du chemin, n°14, 15 janvier 1972.
- Critique, La Nouvelle Revue Française, n°252, décembre 1973.
- André Malraux, l'irréel, Les Cahiers du chemin, n°23, 15 janvier 1975.
- Exposition Eugène Leroy, La Nouvelle Revue Française, n°312, janvier 1979.
- Tendances de la peinture française, La Nouvelle Revue Française, n°326, mars 1980.
- Nicolas de Staël (Grand Palais), La Nouvelle Revue Française, n°344, septembre 1981.
- Il faut se mettre nu, texte pour l'exposition Jean Raine au Centre culturel de Toulouse, 1981[11].
- Jean Raine au Musée cantonal de Lausanne, Art Press, 1981[12].
- Des fastes du gothique au Camp du drap d'or, La Nouvelle Revue Française, n°349, février 1982.
- Magdalena Abakanowicz (Galerie Jeanne Bucher), La Nouvelle Revue Française, n°352, mai 1982.
- Pierre Bonnard, La Nouvelle Revue Française, n°376, mai 1984.
- Caspar David Friedrich (Centre culturel du Marais), La Nouvelle Revue Française, n°377, juin 1984.
- Arts de l'espace ou espaces de l'art, La Nouvelle Revue Française, n°381, octobre 1984.
- Figure et vérité, La Nouvelle Revue Française, n°387, avril 1985.
- Rodin et Redon, La Nouvelle Revue Française, n°386, mars 1985.
- De ces chimères-là..., La Nouvelle Revue Française, n°399, avril 1986.
- Vienne, la fausse sortie, La Nouvelle Revue Française, n°401, juin 1986.
- Matisse, Rodin, La Nouvelle Revue Française, n°413, juin 1987.
- Rembrandt, Segers, La Nouvelle Revue Française, n°414-415, juillet-août 1987.
- Ames mortes et portraits, Revue L'Arc, Cahiers méditerranéens n°10, septembre 1990.
- Préface du livre de Liliane Atlan Le rêve des animaux rongeurs, Éditions de l'Harmattan, 1999.
- Bernard Requichot, Revue Temporel, n°3, 9 mars 2007[13].

## Thèmes picturaux (sélection)
- La lutte avec l'Ange.
- Chants et danses de la mort.
- Don Quichotte, vers 1960 (eaux-fortes).
- New-York (Broadway by night), vers 1970.
- Portraits (autoportraits, Gaston Bachelard, Michael Lonsdale).

## Conférences
- La lutte avec l'Ange, La Machine à Lire, Bordeaux, 14 février 2002[14].
- Gaston Bachelard, Médiathèque Albert-Gabriel, Bar-sur-Aube, 13 octobre 2009.

## Expositions
En l'absence de précision, il s'agit d'expositions personnelles.
- Vence : Première exposition à la Galerie Alphonse Chave - 1949
- Paris : Galerie Raymond Creuze - 1952 à 1956
- Wuppertal; Galerie Parnasse - 1956
- Bruxelles : Palais des beaux-arts  - 1961
- Paris: Galerie Louis Carré (catalogue écrit par Marcel Arland) - 1963
- Lyon : Galerie « Le Lutrin » - 1965 à 1970
- Lausanne : Galerie Melisa et musée de Morges - 1965
- New-York : New York University - 1968 et Yellitza Gallery - 1969
- Boston : Weeden Gallery - 1970
- New-York : Compass Gallery - 1970
- New-York : Sonread Gallery - 1971
- New-York : Columbia University
- Paris : Galerie de la Défense - 1977
- Lausanne : Musée des beaux-arts - 1978
- Lyon : Auditorium Maurice-Ravel - juin-juillet 1978[15]
- Bruxelles : Galerie Paul Ide - 1980
- Paris : Galerie Valmay  - 1982
- Paris : Galerie « Sculptures » - 1984
- Paris : Galerie « Eolia » - 1986
- Exposition collective itinérante Les figurations des années 60 à nos jours - Valerio Adami, Lydie Arickx, Eduardo Arroyo, Philippe Bonnet, John Christoforou, Robert Combas, Pierre Dessons, Roger-Edgar Gillet, Peter Klasen, Claude Morini, Jean Revol, Maurice Rocher, Jean Rustin, Gérard Schlosser, Hervé Télémaque, Vladimir Veličković…, Musée des Beaux-Arts de Dunkerque, château Grimaldi de Cagnes-sur-Mer, Musée des Beaux-Arts de Carcassonne, Couvent des Cordeliers de Châteauroux, 1986-1987[16].
- Genève : Galerie Kara (catalogue écrit par Jean-Louis Ferrier, Pierre Restany et Gérard Xuriguera) - 1988
- Paris : Exposition « Art Originaire », Grand Palais, inaugurée par le Ministre de la Culture - 1989
- Chamalières : AMAC (Association mouvement art contemporain), février-mars - 1991
- Paris: Galerie Area - 1992
- Paris : Exposition d’Art Moderne de Paris, et entretien exclusif avec Louise Bourgeois - 1995
- Hauterive : Galerie 2016 - 1997
- Lyon : Palais Bondy - 2001
- Paris : Galerie Gérard Chomarat - 2001[17]
- Chartres : Galerie « Le Parnasse » - 2005
- Lyon : Palais Bondy - 2006[18]
- Paris : Église Saint-Sulpice - 2008
- Paris : Galerie Art et littérature - 2008[19]
- Troyes : Galerie Chloé van Dongen - 2009[20]
- Troyes : Salle Val de l'Isle (Diocèse de Troyes) - juin 2009
- Bar-sur-Aube : Médiathèque Albert-Gabriel - 2009[21]
- Paris : Galerie Daniel Besseiche - 2004 et 2010 (pour 2010, œuvres de Jean Revol et Michael Lonsdale)[22]
- Ervy-le-Chatel : la Halle - 2012 (hommage posthume)[5]
- Chaource (Aube) : Office de tourisme - 2011[23]
- Chaserey : l'église, Hommage à Jean Revol, présentation du tableau La lutte avec l'Ange par Christian Noorgergen, philosophe, historien et critique d'art - vendredi 5 juillet 2013[24],[25]
- Troyes: Galerie l'arrivage - décembre 2012/janvier 2013, Hommage à Jean Revol et Nathalie Watt[26],[7]

## Collections publiques
- Fonds national d'art contemporain, dont dépôt à l'École nationale supérieure du paysage, Versailles.
- Musée Paul-Dini, Villefranche-sur-Saône[27].
- Médiathèque Albert-Gabriel, Bar-sur-Aube, Portrait de Gaston Bachelard (lithographie)[21].
- Musée cantonal des beaux-arts de Lausanne.

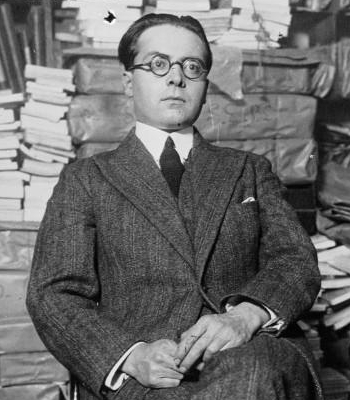
Marcel Arland

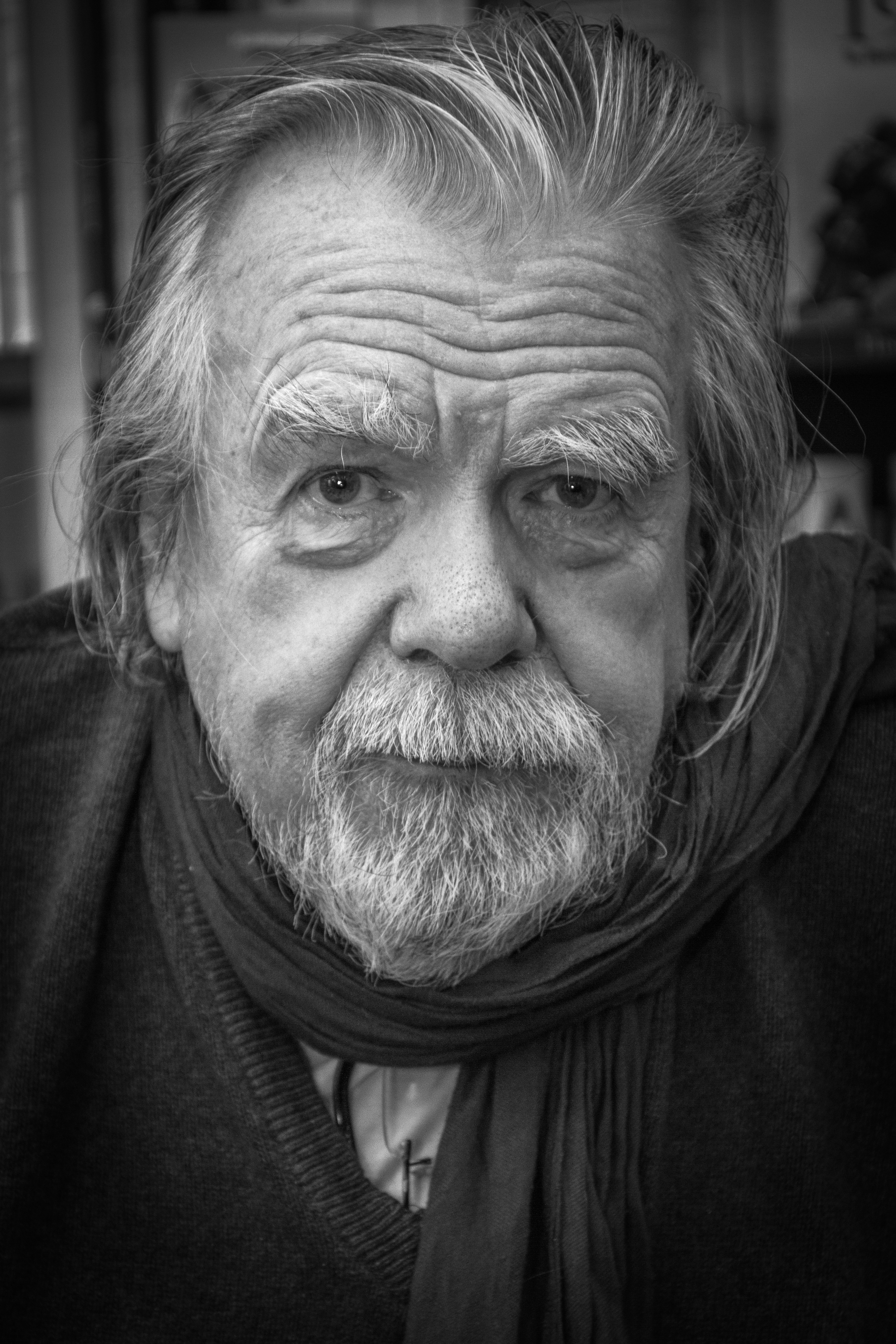
Michael Lonsdale

## Collections privées
- Marcel Arland[6].
- Michael Lonsdale[6].

## Réception critique
- « Jean Revol domine les cauchemars. Avec ses visions, il fait des réalités. » - Gaston Bachelard[28]
- « Les premières œuvres de Jean Revol, c'était déjà la lutte avec l'Ange. Une lutte sans détours ni feintes, le corps tendu vers ce haut pays dont on lui refuse l'accès, les poings d'autant plus rageurs qu'ils veulent abattre d'un seul coup l'obstacle, le ton d'autant plus furieux que le calme et le silence de l'Autre semblent dire: "Pas si vite. La nuit sera longue". » - Marcel Arland[29]
- « Un maître du noir et blanc.... » - Pierre Restany[30]
- « Son paysagisme abstrait dissimule une nature romantique sous l'apparence de ce que Michel Seuphor appelle un néo-expressionnisme de signes tortueux s'enchevêtrant avec violence. » - Gérald Schurr[3]
- « L'œuvre résolument figurative et expressive de Jean Revol est une image du destin de personne, ce que le peintre appelle lui-même un personnage. » - Michael Lonsdale[28]
- « Ses toiles sont un savant mélange de couleurs tonitruantes et d'immenses dessins noirs et blancs. Tournesols, rats, paysages, chaires animales et humaines confondues, un même nom naît de la touche, qu'elle soit pigment ou poussière de craie noire. » - Jean-Louis Ferrier[8]
- « Gaston Bachelard a écrit de Jean Revol qu'il réveille les vivants et les morts. Cette peinture recrée le monde, vision onirique, enchantée, fantastique, fantasmagorique, entre rêve et cauchemar. Comme ses dessins, lutte de l'ombre avec la lumière, en un constant va-et-vient entre angoisse et bonheur. » - Pierre Bour
- « Dans les toiles de Jean Revol, la couleur, en la densité que lui donne son application au couteau, s'élève à la surface comme jouissance sans méditation. » - Anne Mounic[31]
- « Il accusait notre monde de nous entourer d'images positives et agréables pour ne pas nous heurter. Par la publicité, par exemple. Alors, dans sa production, il nous confronte à la vraie réalité. Sans échappatoire. » - Christian Noorbergen[25]

## Prix et distinctions
- Prix Fénéon, 1962[32].
- Prix de la critique lyonnaise, 1977.